# (2978) Roudebush
(2978) Roudebush est un astéroïde de la ceinture principale.

## Description
(2978) Roudebush est un astéroïde de la ceinture principale. Il fut découvert le 26 septembre 1978 à Harvard par l'observatoire de l'université Harvard. Il présente une orbite caractérisée par un demi-grand axe de 3,09 UA, une excentricité de 0,19 et une inclinaison de 1,2° par rapport à l'écliptique.

## Compléments